# Sinagoga grande periferica di Leopoli

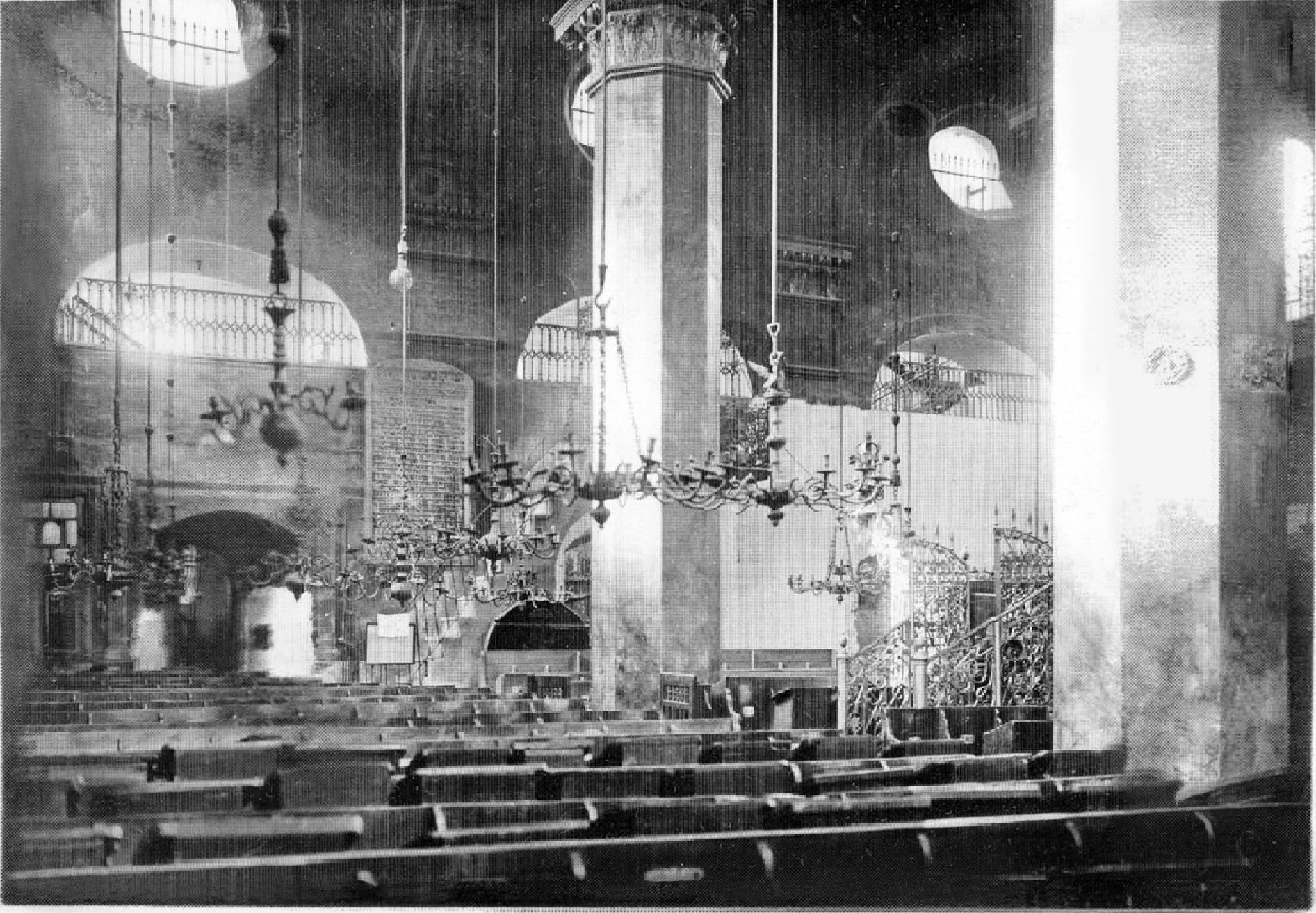
L'interno della sinagoga in una vecchia foto

La sinagoga grande periferica di Leopoli, oggi scomparsa, era una delle principali e più antiche sinagoghe di Leopoli in Galizia (oggi Ucraina). Costruita nel 1624-1630, fu distrutta dai nazisti nel 1941.

## Storia e descrizione
A Leopoli, crocevia di popoli e religioni come indicato anche dai suoi nomi nelle varie lingue delle sue diverse etnie (Lviv, Lvov, Lemberg, Львів, Львов, Leopolis), si sviluppò sin dal XVI secolo una delle maggiori comunità ebraiche d'Europa. Gli ebrei vivevano in due nuclei distinti, nel centro della città attorno alla sinagoga della Rosa d'Oro di Leopoli e in un quartiere periferico (chiamato "Cracovia") nella zona occidentale della città. Di questo insediamento suburbano la sinagoga grande "periferica" era appunto il centro religioso.
La sinagoga fu costruita tra il 1624 e il 1630 in stile rinascimentale e per lungo tempo fu l'unico edificio in pietra del quartiere. L'ampia sala era caratterizzata dalla presenza di quattro enormi pilastri centrali a sostenere i soffitti a volta. I pilastri erano qui collocati ad un'insolita maggior distanza tra di loro rispetto allo schema tradizionale, in modo da aumentare la superficie della sala.
La sinagoga si andò ampliando con il tempo, con continue aggiunte di edifici e ampliamenti addossati al corpo originario. Nel 1798 furono costruite due gallerie per le donne sui lati settentrionale e meridionale. Cinque piccoli oratori si aggiunsero alla sala di preghiera principale:
- la sinagoga Menakrim
- la sinagoga Zowche Cedek
- la sinagoga Melamdim
- la sinagoga Hajutim Hdalim
- la sinagoga Cijerim

Nell'Ottocento e primo Novecento nuove e maestose sinagoghe furono costruite nel centro di Leopoli per accomodare la crescente popolazione ebraica, in particolare con l'edificazione della sinagoga cassidica nel 1791 e di quella riformata nel 1846. Alla vigilia della seconda guerra mondiale si potevano contare una cinquantina di sinagoghe al servizio di una comunità locale di oltre 100.000 abitanti, ma la sinagoga grande periferica mantenne sempre il ruolo d'onore nel proprio quartiere.
L'invasione tedesca nel 1941 portò con sé la distruzione delle sinagoghe e lo sterminio dell'intera popolazione ebraica, di cui solo poche decine di persone sopravvissero.
Anche la sinagoga grande periferica fu saccheggiata, incendiata il 14 agosto 1941 e completamente demolita. Di essa resta oggi non resta in loco che una lapide commemorativa posta sulla facciata di un vicino edificio.

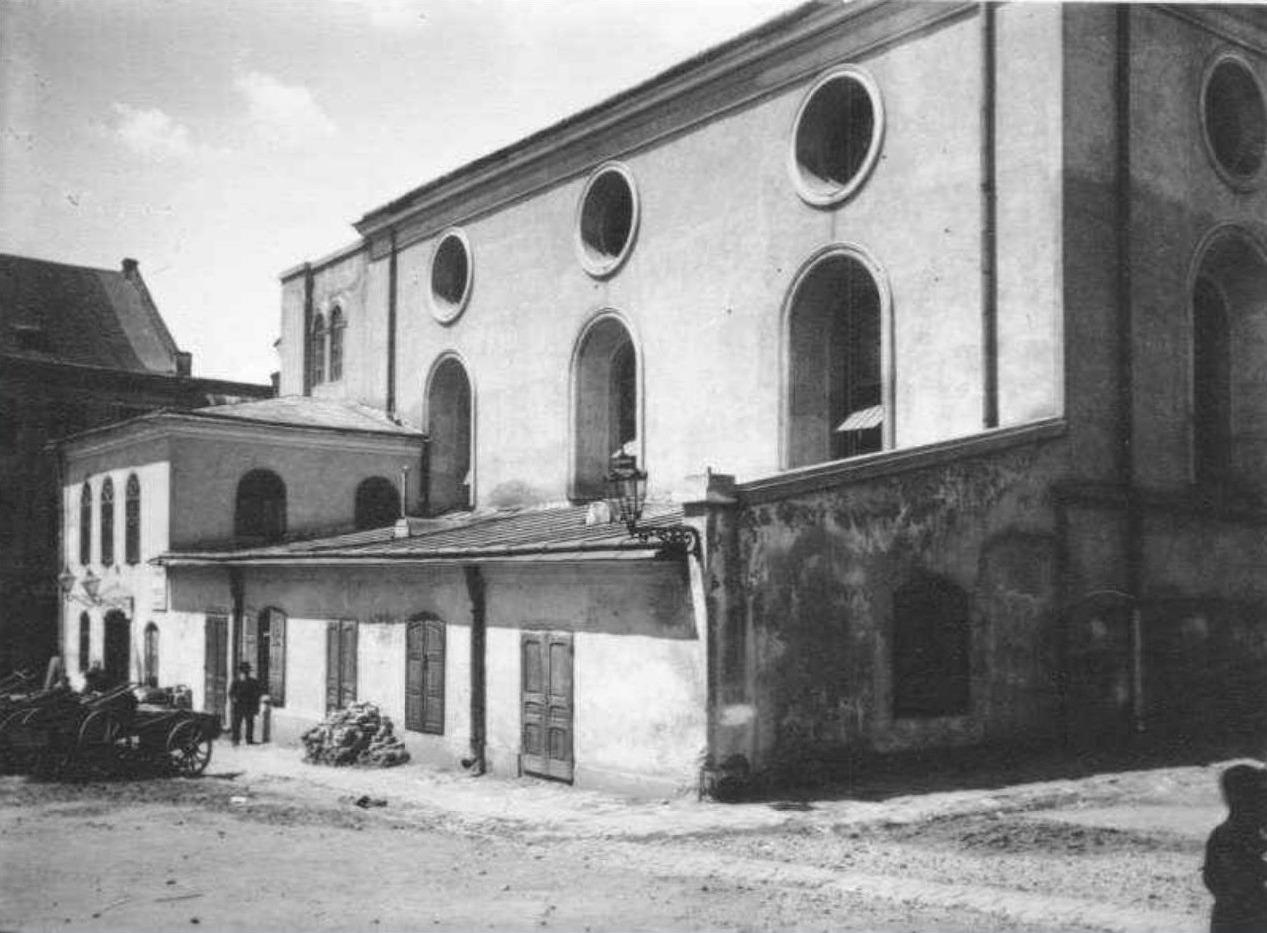
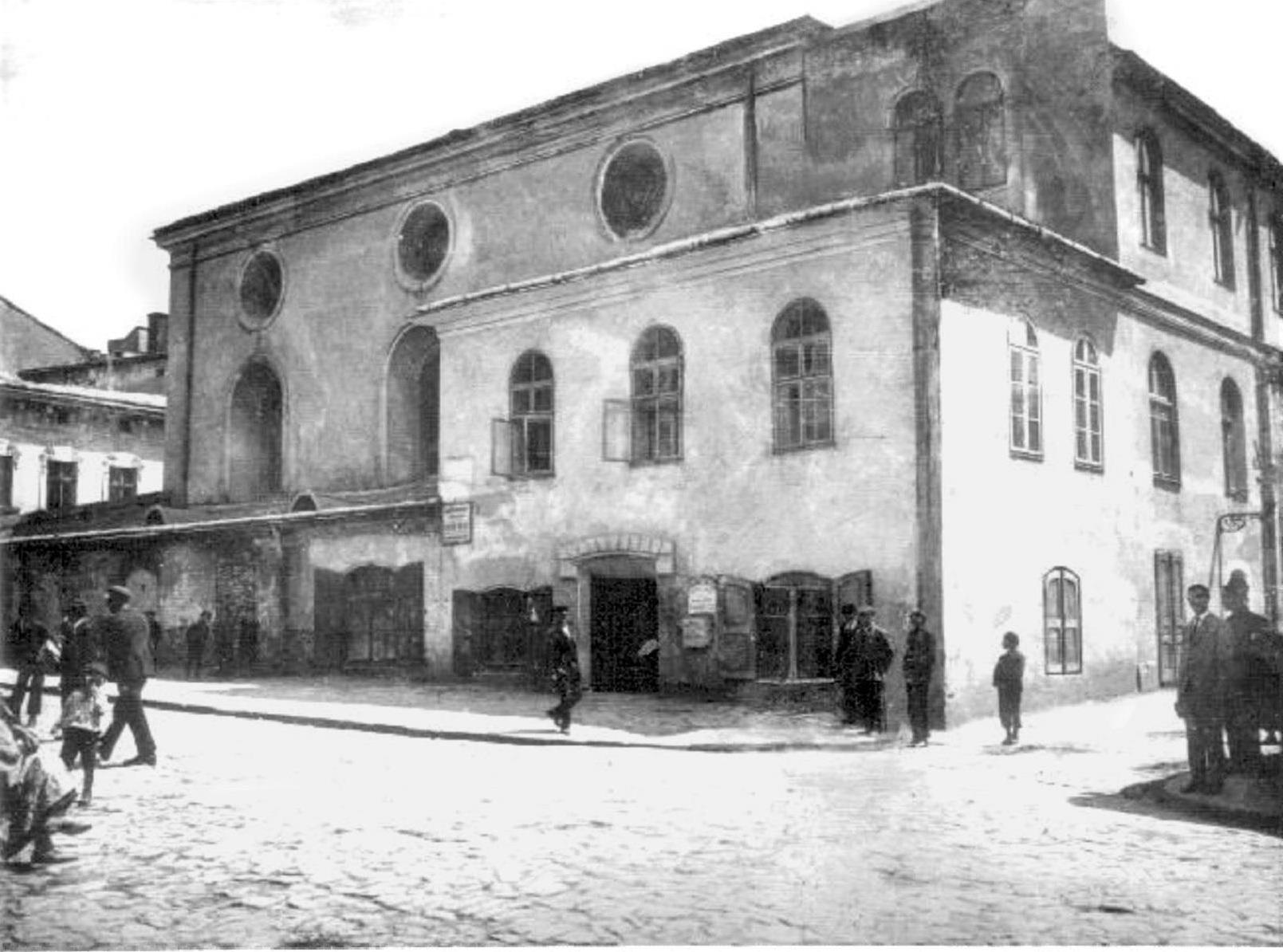